# Margaret Alice Lili de Windt
Margaret Alice Lili de Windt (Parigi, 9 ottobre 1849 – Londra, 1º dicembre 1936) è stata una nobile inglese, Ranee di Sarawak dal 1869 al 1917.

## Biografia

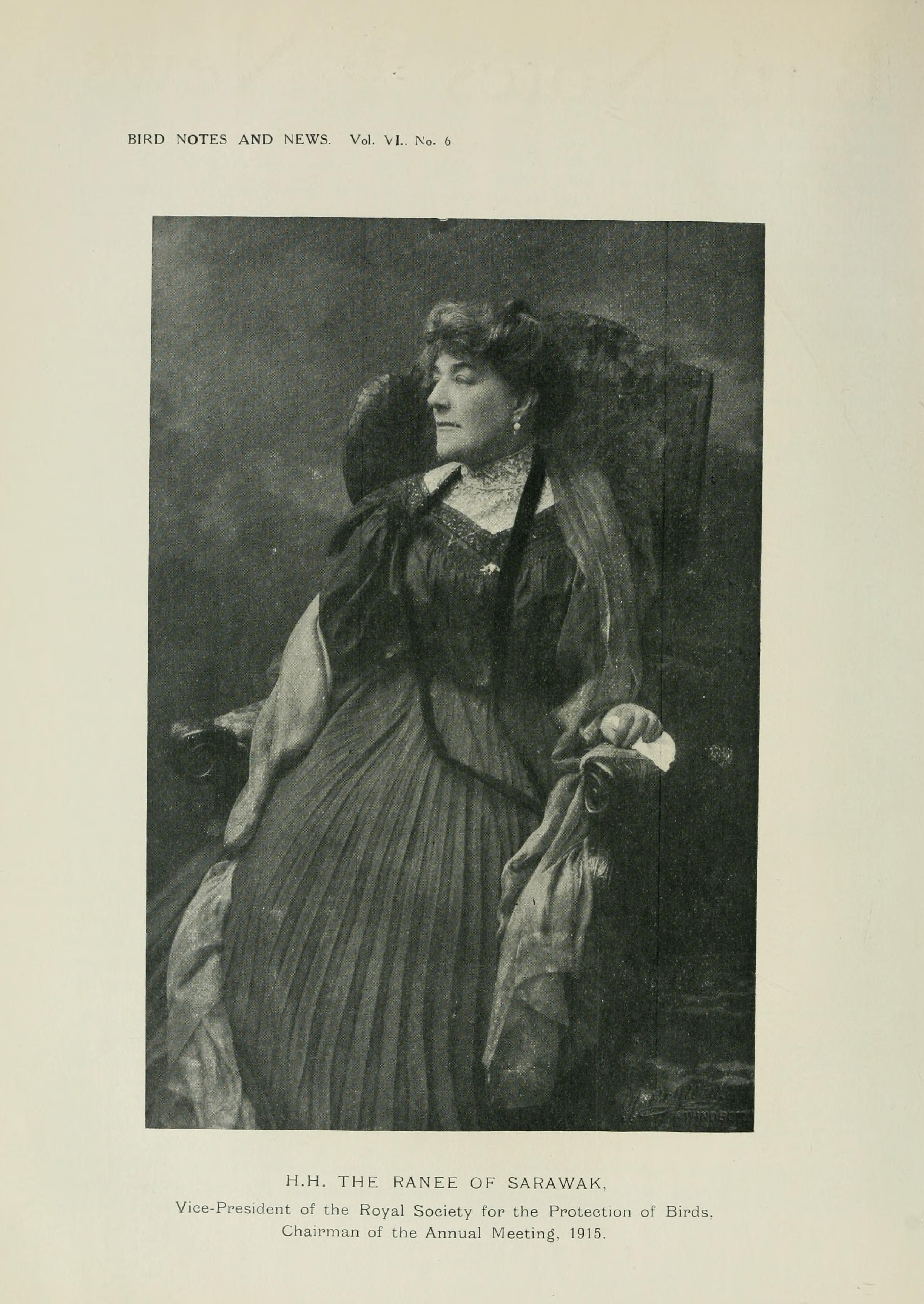
Margaret Alice Lili de Windt a Londra

Margaret Alice Lili de Windt nacque a Parigi, figlia del capitano Joseph Clayton Jennyns de Windt, di Blunston Hall, e di sua moglie Elizabeth Sarah Johnson. Suo fratello, Harry de Windt, era un noto esploratore. Quando sposò il raja Charles Brooke nel 1869, ottenne il titolo di regina consorte (Ranee) di Sarawak e il titolo di Altezza. La nobile seguì il marito a Sarawak, dove il sovrano le donò The Astana, uno splendido palazzo fatto costruire appositamente per lei come dono di nozze; in suo onore le venne anche dedicato Fort Margaret a Sarawak. La ranee Margaret venne descritta dai contemporanei come donna intelligente, forte e con l'abilità di dominare la scena con la sua presenza, al punto che questo compromise in parte le relazioni col marito dagli anni '80 dell'Ottocento. Margaret Brooke compose l'inno nazionale di Sarawak, Gone Forth Beyond the Sea, nel 1872.
Il suo primogenito morì nel Mar Rosso nel 1873. Dopo la nascita di altri tre figli, la coppia si separò informalmente e visse vite separate, con Margaret che fece ritorno a Londra dove diede vita a un prestigioso circolo nella sua casa, dove furono ospitati tra gli altri Oscar Wilde e Henry James. Uno dei racconti di Oscar Wilde, "Il Giovane Re", è proprio dedicato nella sua edizione originale a "Margaret, lady Brooke, Ranee di Sarawak". Finanziò l'educazione dei suoi figli impegnando il diamante "Stella di Sarawak", e organizzando eventi sociali per l'aristocrazia britannica, predisponendo per loro matrimoni d'interesse nell'alta società inglese, favorita in questo dal suo titolo di "regina consorte" di Sarawak.

## Matrimonio e figli
Margaret sposò il raja Charles Brooke di Sarawak ad Highworth, Wiltshire, il 28 ottobre 1869; ebbe il titolo di ranee del principato di Sarawak ed il titolo di Sua Altezza. La coppia ebbe sei figli, tre dei quali morirono in tenera età:
- Dayang Ghita Brooke (1870–1873)
- James Harry Brooke (1872–1873)
- Charles Clayton Brooke (1872–1873)
- Charles Vyner Brooke, Raja di Sarawak (1874–1963)
- Bertram Willes Dayrell Brooke, Tuan Muda di Sarawak (1876–1965)
- Henry Keppel Brooke, Tuan Bongsu di Sarawak (1879–1926)[3]

## Ascendenza
|                                 |                 |                 | Genitori           |  |  | Nonni |  |  | Bisnonni |  |  | Trisnonni |  |
|                                 |                 |                 |                    |  |  |       |  |  |          |  |  |           |  |
|                                 |                 |                 |                    |  |  |       |  |  |          |  |  |           |  |
|                                 |                 |                 |                    |  |  |       |  |  |          |  |  |           |  |
| Joseph Clayton Jennings         |                 |                 |                    |  |  |       |  |  |          |  |  |           |  |
|                                 |                 |                 |                    |  |  |       |  |  |          |  |  |           |  |
|                                 |                 |                 |                    |  |  |       |  |  |          |  |  |           |  |
|                                 |                 |                 |                    |  |  |       |  |  |          |  |  |           |  |
| Joseph Clayton Jennyns de Windt |                 |                 |                    |  |  |       |  |  |          |  |  |           |  |
|                                 |                 |                 |                    |  |  |       |  |  |          |  |  |           |  |
|                                 |                 |                 |                    |  |  |       |  |  |          |  |  |           |  |
|                                 |                 |                 |                    |  |  |       |  |  |          |  |  |           |  |
| Margaret Katherine Bray         |                 |                 |                    |  |  |       |  |  |          |  |  |           |  |
|                                 |                 |                 |                    |  |  |       |  |  |          |  |  |           |  |
|                                 |                 |                 |                    |  |  |       |  |  |          |  |  |           |  |
|                                 |                 |                 |                    |  |  |       |  |  |          |  |  |           |  |
| Margaret Alice Lili de Windt    |                 |                 |                    |  |  |       |  |  |          |  |  |           |  |
|                                 | Charles Johnson |                 |                    |  |  |       |  |  |          |  |  |           |  |
|                                 |                 |                 |                    |  |  |       |  |  |          |  |  |           |  |
|                                 |                 |                 |                    |  |  |       |  |  |          |  |  |           |  |
| John Samuel Willes-Johnson      |                 |                 |                    |  |  |       |  |  |          |  |  |           |  |
|                                 |                 | Mary Willes     | William Willes     |  |  |       |  |  |          |  |  |           |  |
|                                 |                 | Mary Willes     | William Willes     |  |  |       |  |  |          |  |  |           |  |
|                                 |                 | Mary Willes     | Margaret Jeans     |  |  |       |  |  |          |  |  |           |  |
| Elizabeth Sarah Willes de Windt |                 | Mary Willes     |                    |  |  |       |  |  |          |  |  |           |  |
|                                 |                 | Jan de Windt    | Jan Jacob de Windt |  |  |       |  |  |          |  |  |           |  |
|                                 |                 | Jan de Windt    | Jan Jacob de Windt |  |  |       |  |  |          |  |  |           |  |
|                                 |                 | Jan de Windt    | Elizabeth Heyliger |  |  |       |  |  |          |  |  |           |  |
| Elizabeth de Windt              |                 | Jan de Windt    |                    |  |  |       |  |  |          |  |  |           |  |
|                                 |                 | Sarah Roosevelt | Adolphus Roosevelt |  |  |       |  |  |          |  |  |           |  |
|                                 |                 | Sarah Roosevelt | Adolphus Roosevelt |  |  |       |  |  |          |  |  |           |  |
|                                 |                 | Sarah Roosevelt | Elizabeth Groebe   |  |  |       |  |  |          |  |  |           |  |
|                                 |                 | Sarah Roosevelt |                    |  |  |       |  |  |          |  |  |           |  |